# Ari Rasilainen
Ari Petteri Rasilainen (* 18. Februar 1959 in Helsinki, Finnland) ist ein finnischer Dirigent.

## Leben
Ari Rasilainen studierte Dirigieren an der Sibelius-Akademie in Helsinki in der Dirigentenklasse von Jorma Panula sowie in Berlin bei Arvid Jansons. Zudem studierte er in Berlin Violine bei Aleksander Labko. Danach spielte er zunächst als Geiger im Finnischen Radio-Sinfonie-Orchester sowie von 1980 bis 1986 als Stimmführer der zweiten Violinen im Helsinki Philharmonic Orchestra. Gleichzeitig konzertierte er als Solist und wirkte in Kammermusik-Ensembles mit.
Dann begann Rasilainen in Finnland seine Dirigentenlaufbahn, zunächst von 1985 bis 1989 als Chefdirigent des Lappeenranta City Orchestra. Anschließend war er bis 1994 Prinicipal Guest Conductor des Tampere Philharmonic Orchestra. Von 1994 bis 2002 leitete er das „Norwegische Radioorchester Oslo“. Ab der Saison 2002/03 wählte ihn das dänische Aalborg Symfoniorkester zum ständigen Gastdirigenten. Ebenfalls ab der Saison 2002/03 wurde er als Nachfolger von Theodor Guschlbauer Generalmusikdirektor der Deutschen Staatsphilharmonie Rheinland-Pfalz in Ludwigshafen. Diese Tätigkeit übte er bis zum Beginn der Saison 2009/10 aus und unternahm dabei auch eine Reihe von Tourneen, beispielsweise im Mai 2005 nach China.
Rasilainen arbeitet seither regelmäßig auch mit weiteren bedeutenden Orchestern in Europa und in Nordamerika. An der finnischen Nationaloper in Helsinki dirigierte er u. a. Lohengrin, Die Zauberflöte und Tosca. Bei mehreren deutschen Rundfunk-Sinfonieorchestern war er als Gastdirigent tätig.
Ab der Saison 2016/17 bis 2020/21 war Rasilainen Chefdirigent der Südwestdeutschen Philharmonie Konstanz.
Unter seiner Leitung wurden bisher über 50 Tonträger eingespielt, dazu zählen die Einspielungen der Symphonien des schwedischen Spätromantikers Kurt Atterberg. Rasilainen lehrt seit 2011 als Professor das Fach Dirigieren an der Hochschule für Musik Würzburg.